# NGC 7143
NGC 7143 is een dubbelster in het sterrenbeeld Zwaan. Het hemelobject werd op 15 september 1828 ontdekt door de Britse astronoom John Herschel.